# Rester le même
Albums de Jean-Baptiste Guegan
Puisque c'est écrit
(2019)
Singles
1. Tu es toujours là
Sortie : 19 juin 2020
2. Rester le même
Sortie : 8 septembre 2020

Rester le même est le deuxième album studio du chanteur français Jean-Baptiste Guegan, sorti le 18 septembre 2020.
Les chansons sont écrites par Michel Mallory, Slimane et Marc Lavoine. 
Cet album est plus rock et plus intimiste que le précédent.
L'album se classe n°1 des ventes lors de sa première semaine.
Il est disque de platine avec 100 000 exemplaires vendus.

## Titres
| No  | Titre                      | Auteur                              | Durée |
| --- | -------------------------- | ----------------------------------- | ----- |
| 1.  | Rester le même             | Jean-Thomas Mallory, Michel Mallory |       |
| 2.  | C'est la vie d'un homme    |                                     |       |
| 3.  | Tu es toujours là          | Slimane, Jim Bauer, Jules Jaconelli |       |
| 4.  | Je joue                    |                                     |       |
| 5.  | La dame aux yeux verts     |                                     |       |
| 6.  | Comme un chien en été      |                                     |       |
| 7.  | Elle s'en va               |                                     |       |
| 8.  | Mal barré                  |                                     |       |
| 9.  | Sur le bord de la route    | Marc Lavoine                        |       |
| 10. | Si tu restes auprès de moi |                                     |       |
| 11. | Un enfant de lui           |                                     |       |
| 12. | Spécialiste                |                                     |       |

## Certifications et ventes
| Pays          | Certification | Ventes  |
| ------------- | ------------- | ------- |
| France (SNEP) | Platine       | 100 000 |